# Jubiläumsbrunnen (Malmö)
Der Jubiläumsbrunnen in Malmö ist ein in den 1960er Jahren installierter kunstvoller Springbrunnen. Er stellt in mehreren Zeitabschnitten typische Bauwerke oder Tätigkeiten aus der Entwicklung der Stadt dar und wurde aus Anlass des 600. Stadtjubiläums auf dem Stortorget installiert. 

## Geschichte

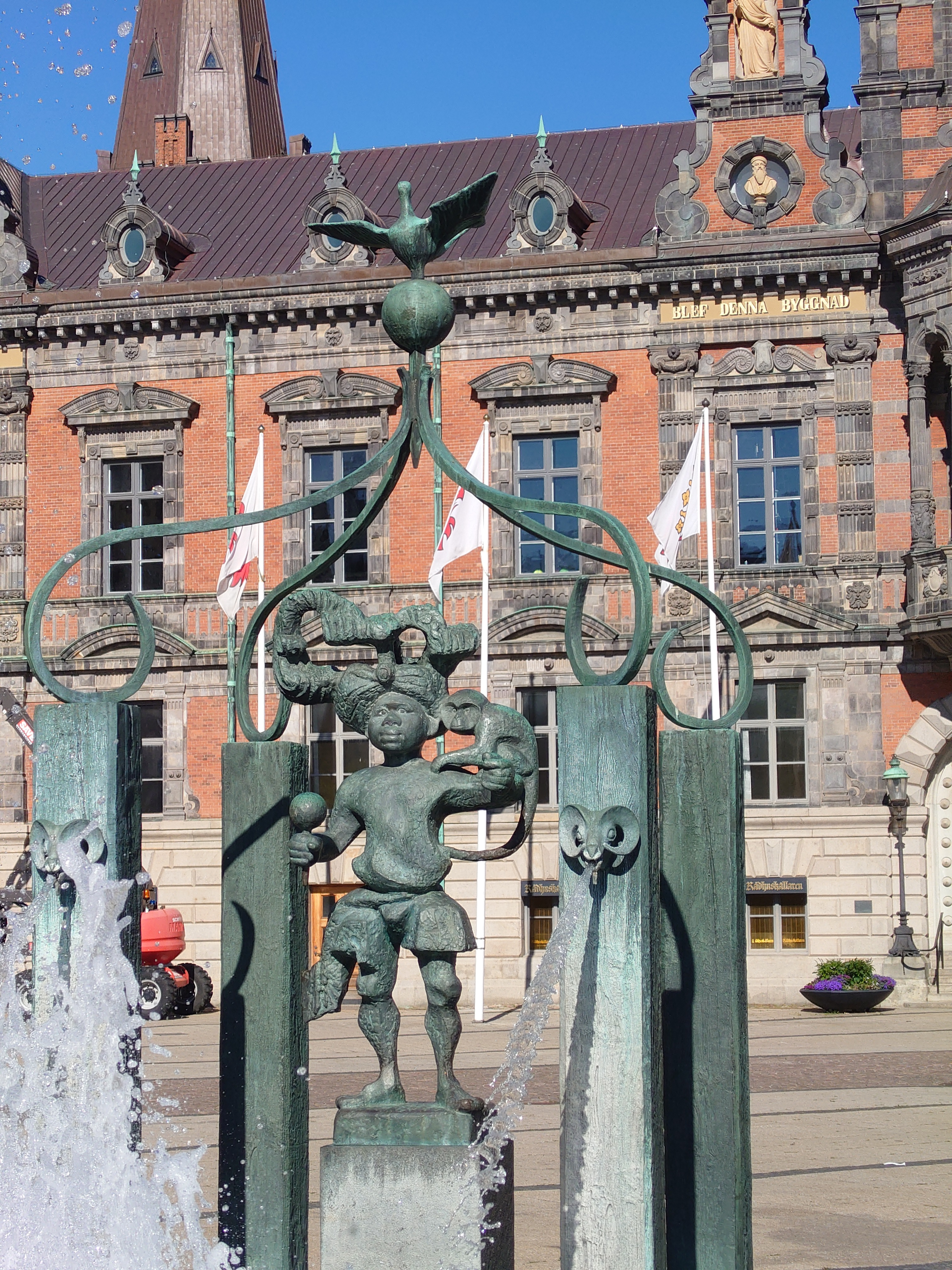
Mohr, der in einem Kreis aus eingerammten Pfählen unter einer symbolischen Krone steht

Der Standort des Jubiläumsbrunnens orientiert sich am früheren hier befindlich gewesenen Stadtbrunnen, der die Einwohner seit der Stadtgründung im Jahr 1353 mit Trinkwasser versorgte, auch über hölzerne Rohrleitungen direkt bis in die Häuser. Der Brunnen wurde nach einer Cholera-Epidemie Mitte des 19. Jahrhunderts zunächst an Metallrohre angeschlossen, schließlich jedoch ganz stillgelegt und abgetragen. Zur weiteren Trinkwasserversorgung diente dann ein Wasserturm an anderer Stelle sowie die Wasser-Gewinnung aus Teichen.
Im Zusammenhang mit dem Stadtjubiläum im Jahr 1953 vergab die Stadtverwaltung Malmö an den schwedischen Künstler Stig Blomberg den Auftrag, einen öffentlichen Zierbrunnen zu entwerfen, der ein Stück Geschichte sichtbar machen und zugleich auch an den Marktbrunnen erinnern sollte.

## Beschreibung
Das etwa acht Meter im Durchmesser messende Brunnenbecken ist mit Granitplatten fugenlos und wasserdicht ausgeführt und vertieft in die Platzfläche eingelassen. In Kniehöhe verfügt es über eine umlaufende Sitzgelegenheit. Das bronzene Bildwerk umschließt das Brunnenbecken eng, verfügt jedoch über zahlreiche Sichtmöglichkeiten und ist vom Platzniveau an gemessen etwa einen Meter hoch. Es zeigt Jahreskomplexe von der Stadtgründung (Mohr und Narr; Einwanderer), über die Tätigkeiten und Lebensweisen der Siedler mit Postreitern (Handel, Kommunikation), über ein großes Ruderboot in der Art der Wikinger sowie Fische (Auswanderung/Einwanderung, Seefahrt, Fischerei) bis hin zu Szenen aus dem 20. Jahrhundert (Krieger, Kaufleute). Die Symbole sind mit abstrakten Ranken oder Blättern miteinander kombiniert.
Außen um das Kunstwerk herum ist als Rutschschutz ein aus kleinen Pflastersteinen gebildeter zwei Meter breiter Ring ebenerdig vorgesetzt. Die Gesamtfläche des Brunnens beträgt rund 50 m², mit dem Schutzstreifen 200 m².
Wenn die parallelen Wasserfontänen aus dem Beckenboden mit automatisch geregelter unterschiedlicher Steighöhe laufen, sprudeln sie sehr stark und die Gischt kann vom Wind noch in die Umgebung getragen werden. Aus den symbolischen Pfählen rechts und links des Mohren sprudelt dann auch Wasser.

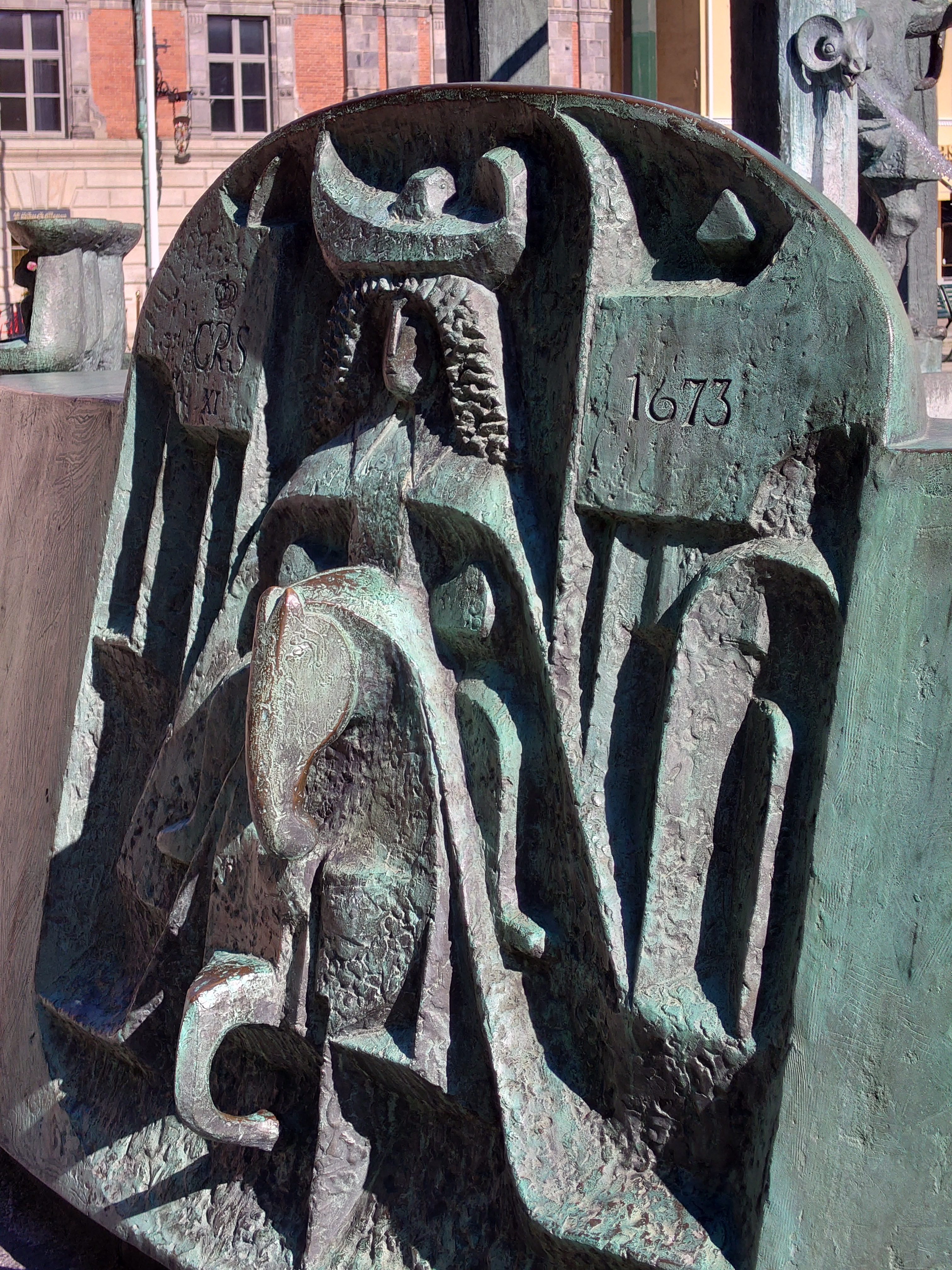
Jahr 1673, Pferd mit Reiter
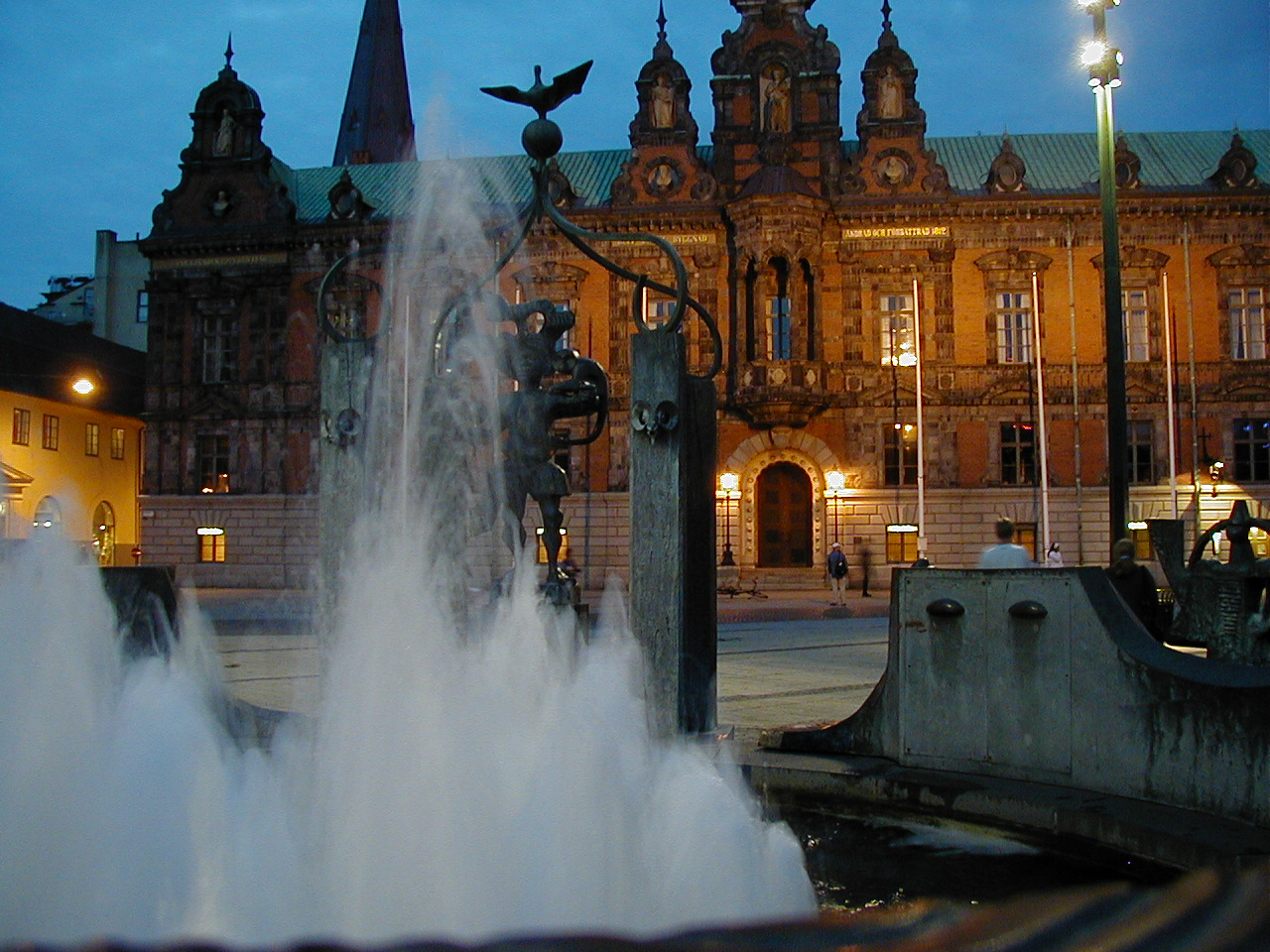
Abendansicht: Brunnen vor Rathaus
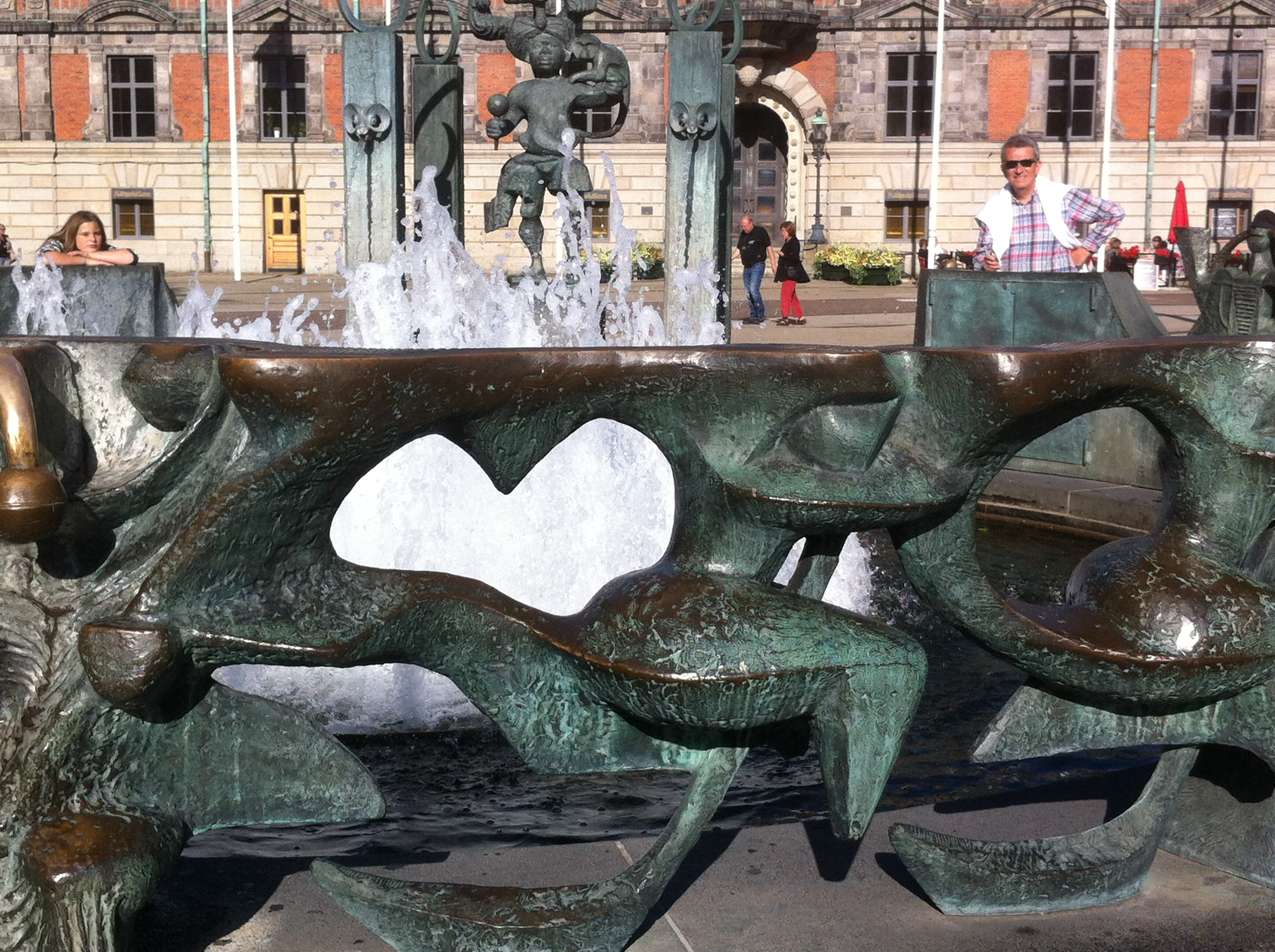
Herz, Beine, Schiffe?
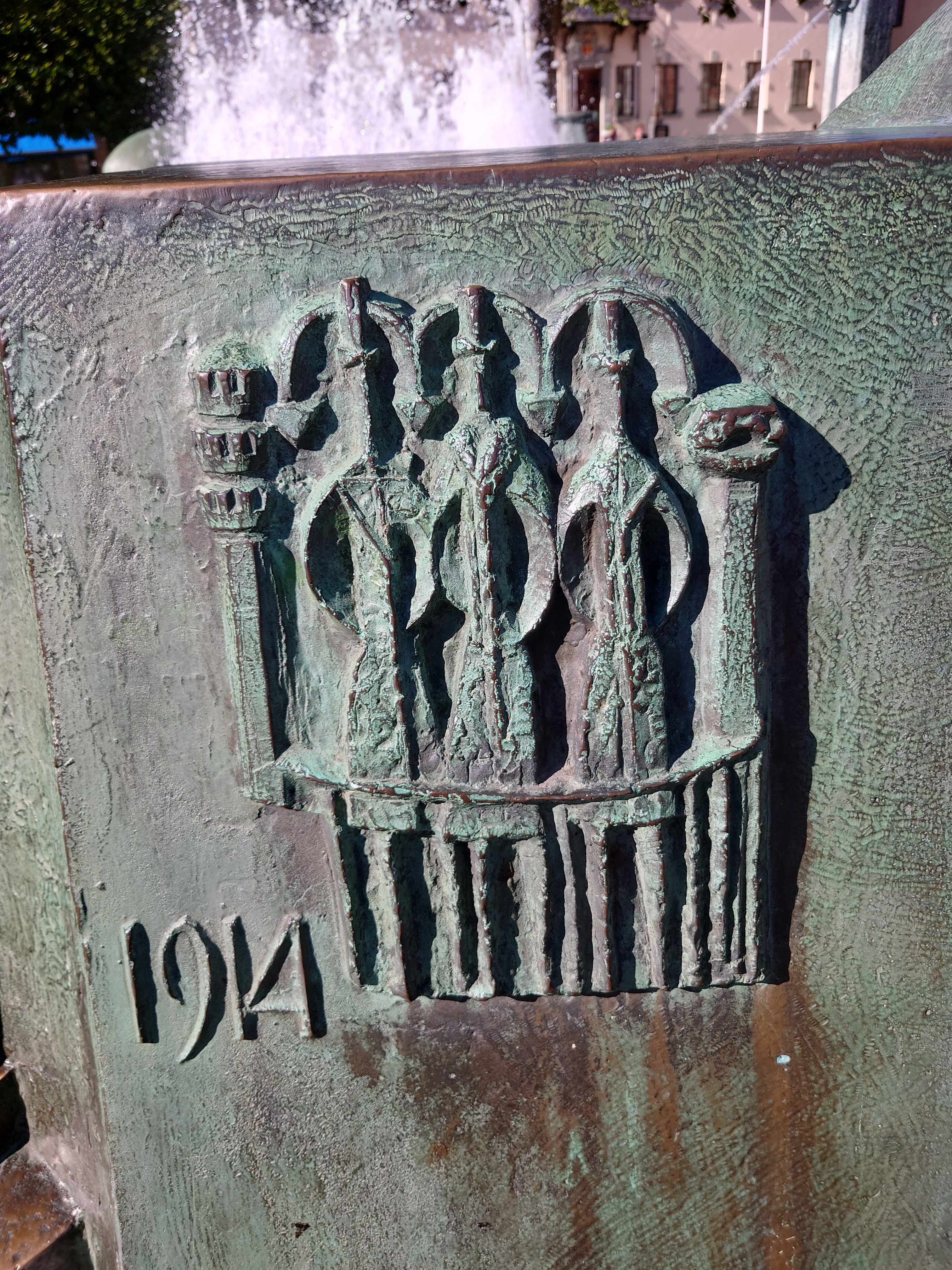
1914, Kämpfer?
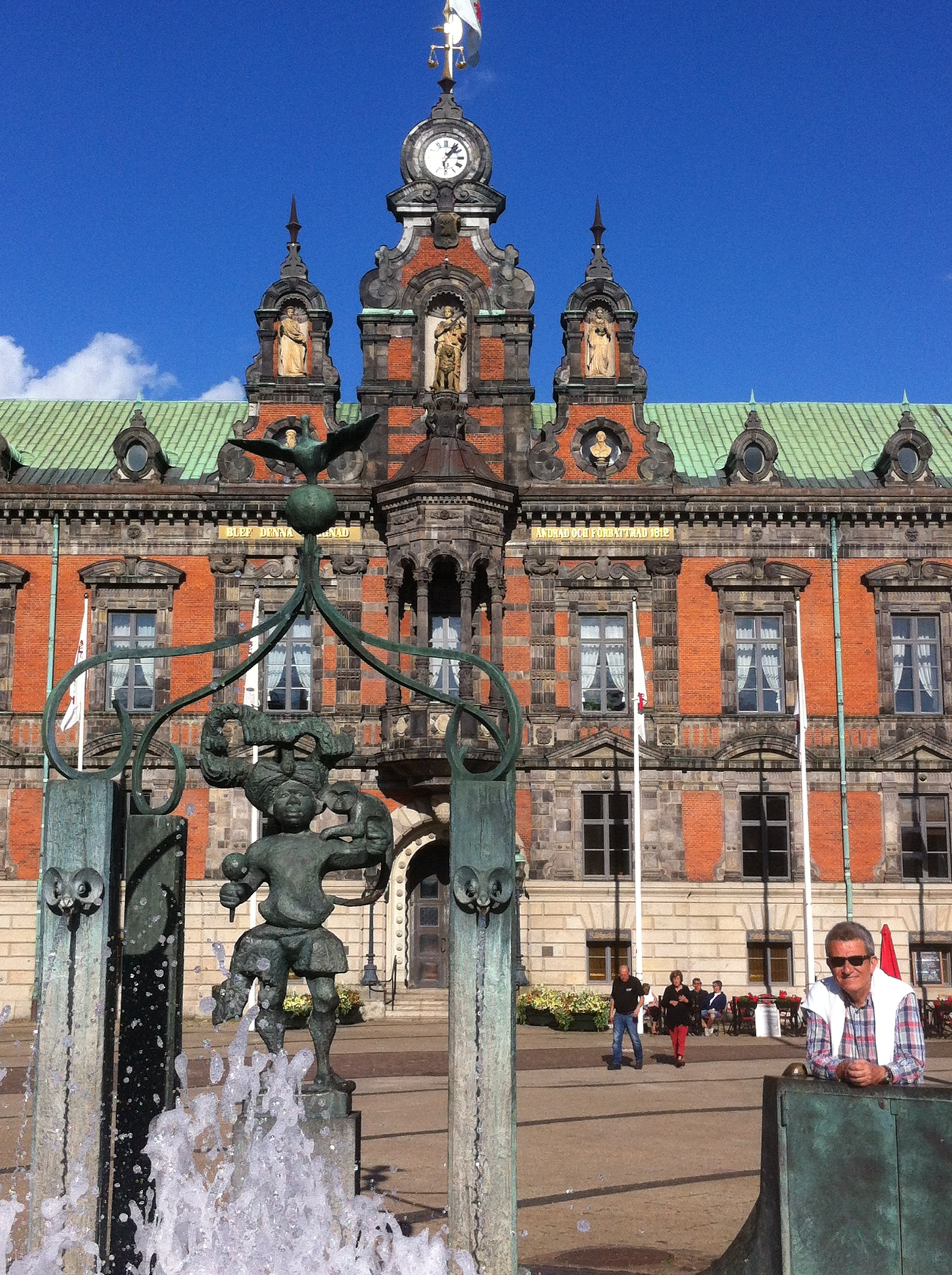
Mohr vor Rathaus
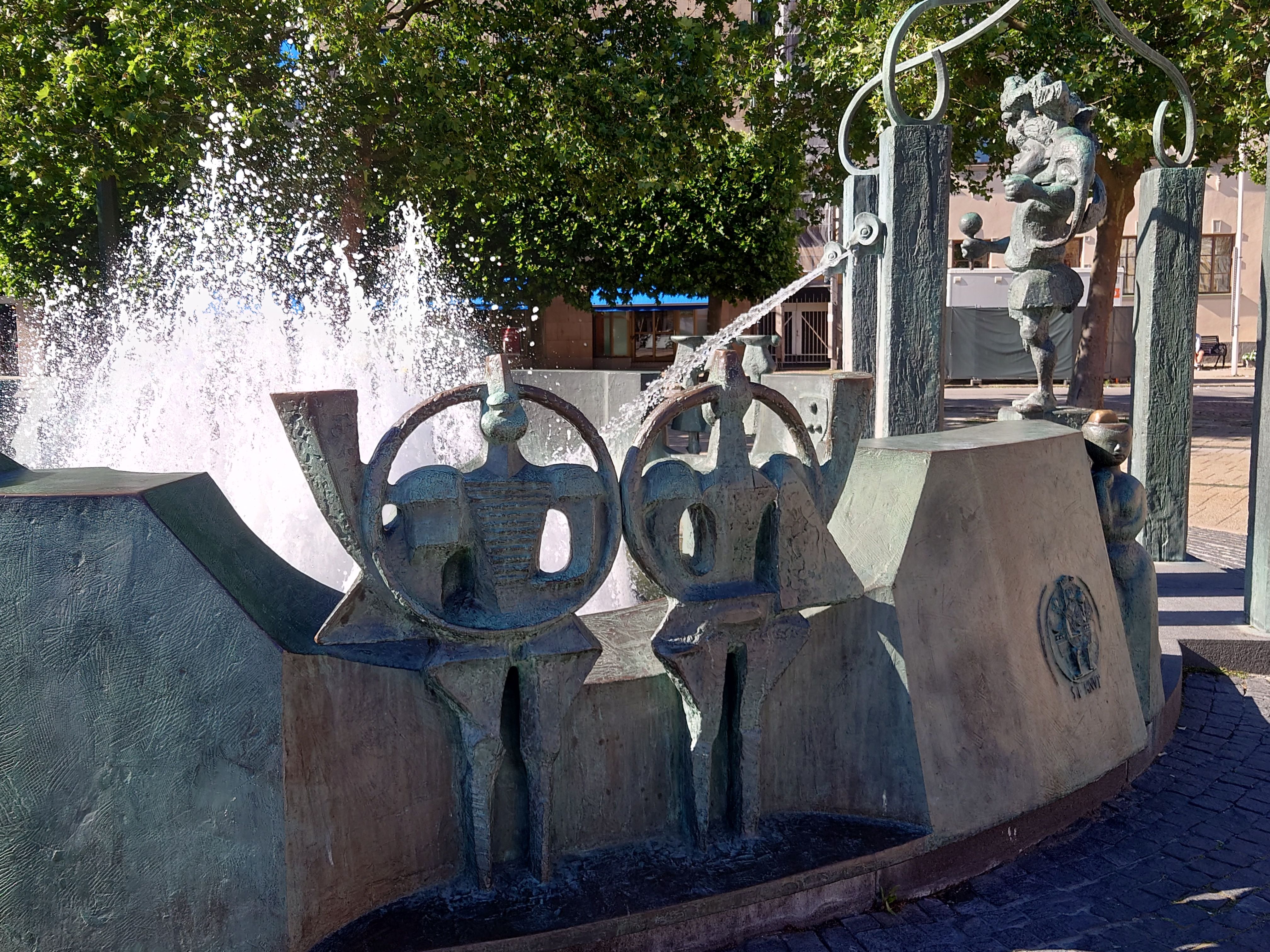
Post- und Reitersymbole; daneben Verweis auf St. Knut, dänischer König aus dem 11. Jahrhundert
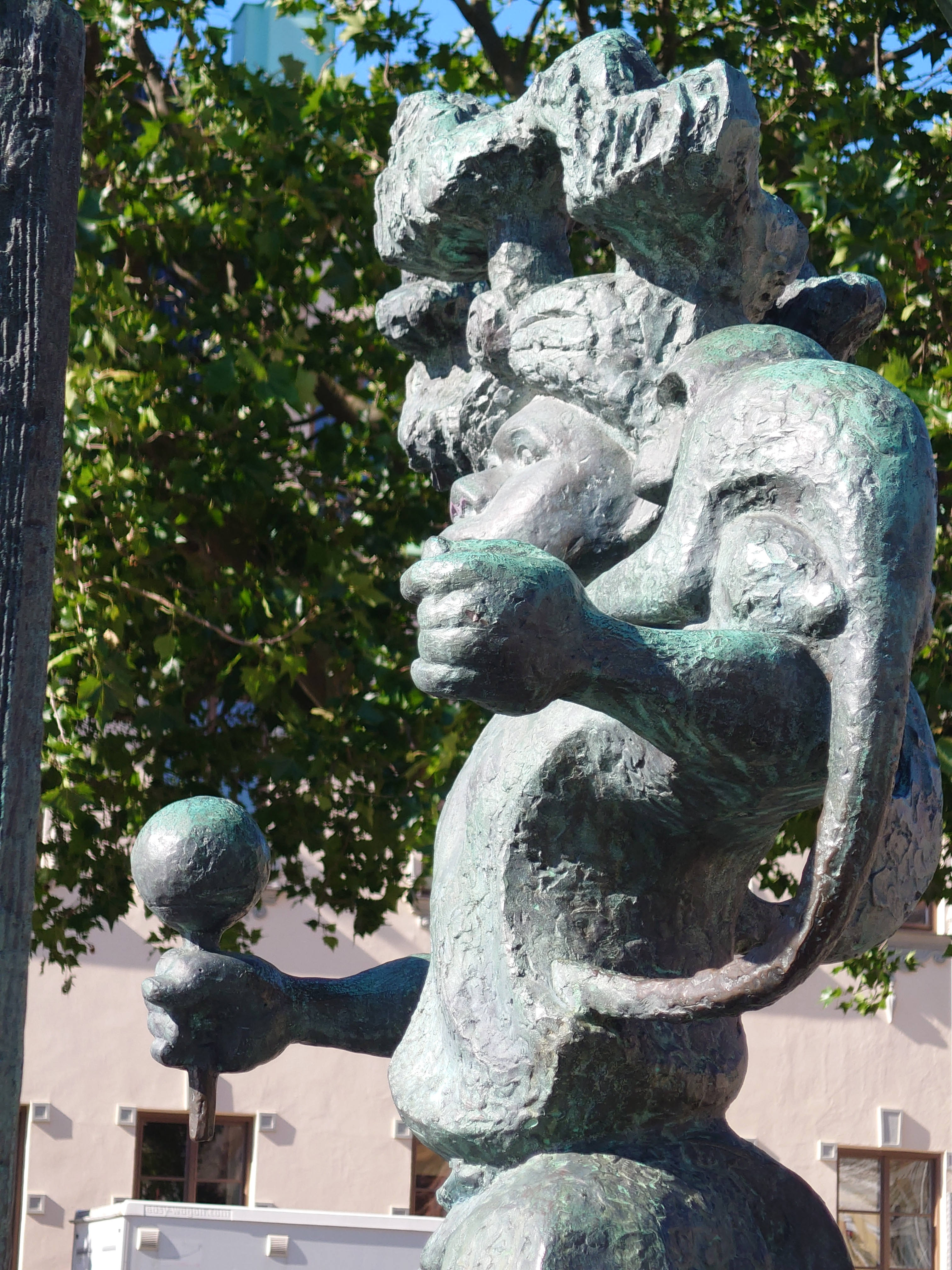
Narr